# Matt Janning
Matthew Lawrence Janning, detto Matt (Watertown, 22 giugno 1988), è un ex cestista statunitense naturalizzato georgiano.

## Carriera
Dopo aver disputato il campionato NCAA con i Northeastern Huskies, ha disputato 41 incontri in D-League con le maglie dei Maine Red Claws (20 presenze) e Rio Grande Vipers (21 presenze).
Dalla stagione 2011-12 milita nella Junior Libertas Pallacanestro in Serie A.
Il 3 agosto 2012 firma un annuale con i campioni d'italia della Montepaschi Siena.
Il 3 agosto 2013 firma per il Cibona Zagabria, con la clausola NBA Escape.

## Palmarès
- Campionato italiano: 1 (revocato)

Mens Sana Siena: 2012-2013
- Campionato spagnolo: 1

Saski Baskonia: 2019-2020
- Coppa Italia: 1 (revocato)

Mens Sana Siena: 2013
- Coppa di Turchia: 1

Anadolu Efes: 2014-2015